# Ramata-Toulaye Sy

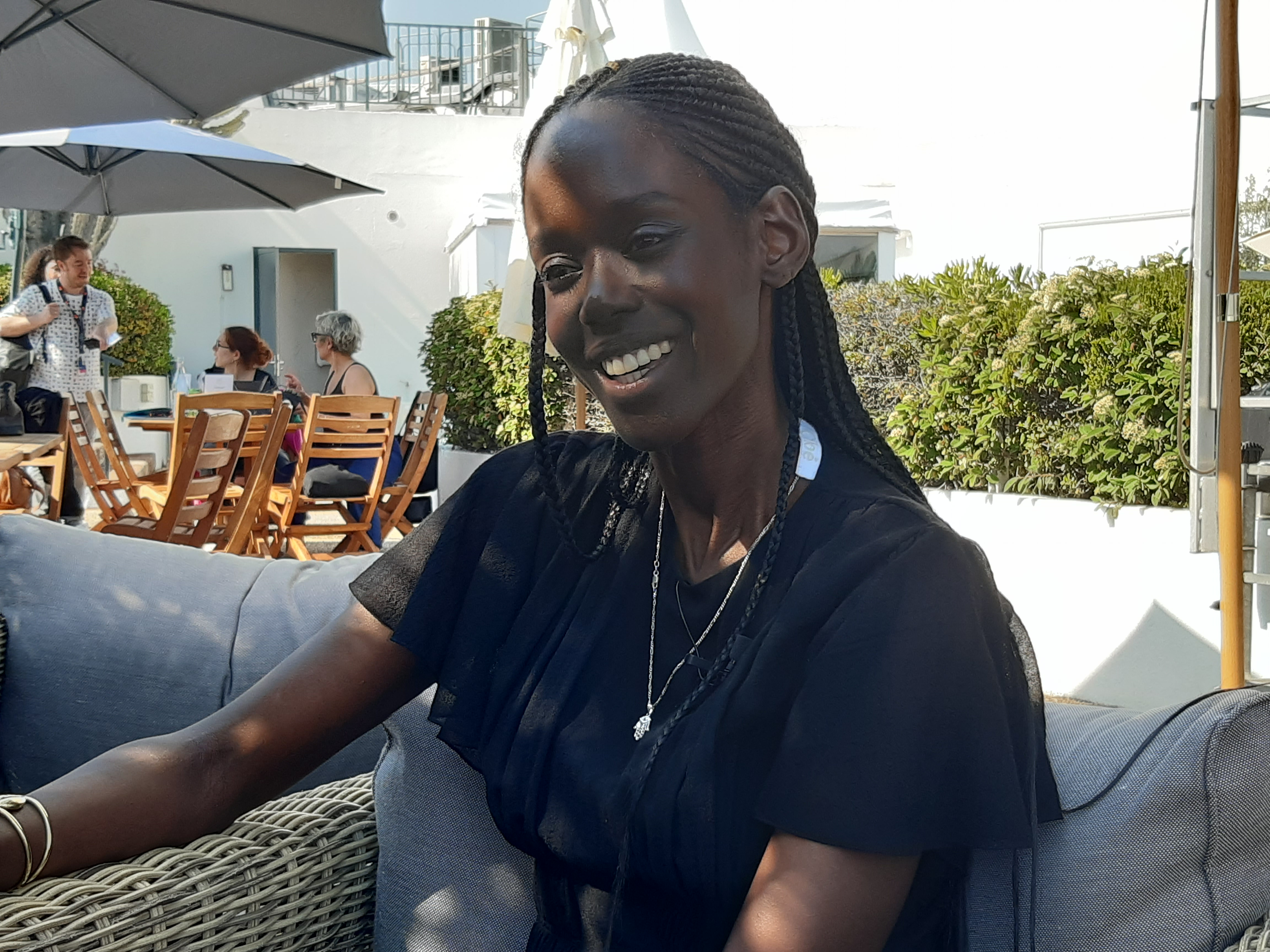
Ramata-Toulaye Sy

Ramata-Toulaye Sy (* 14. Juni 1986 in Paris) ist eine französische Filmregisseurin und Drehbuchautorin senegalesischer Herkunft. Internationale Bekanntheit erlangte sie durch ihren preisgekrönten Kurzfilm Astel (2021) und ihr Spielfilmdebüt Banel & Adama (2023).

## Leben und Karriere

### Ausbildung und Arbeit als Drehbuchautorin
Ramata-Toulaye Sy wurde als Kind senegalesischer Eltern in Frankreich geboren, wo sie auch aufwuchs. Sie ließ sich an der Pariser Filmhochschule La fémis zur Drehbuchautorin ausbilden; ihren Abschluss machte sie im Jahr 2015. Danach folgten mehrere Angebote, als Filmregisseurin zu arbeiten. Sy fühlte sich aber zu diesem Zeitpunkt noch nicht bereit, einen Film zu inszenieren. Sie begann stattdessen mit erfahrenen Autorenfilmern in kleinen Teams gemeinsam Drehbücher zu verfassen. Sie wirkte 2018 zusammen mit Çagla Zencirci und Guillaume Giovanetti am Skript von Sibel mit. Das Drama um eine unangepasste junge Frau (dargestellt von Damla Sönmez) in der türkischen Provinz gewann ein Dutzend Filmpreise auf verschiedenen internationalen Festivals.
Es folgte die Zusammenarbeit mit Atiq Rahimi an der Literaturverfilmung Our Lady of the Nile (2019), nach dem gleichnamigen preisgekrönten Roman von Scholastique Mukasonga. Bei diesem Werk begleitete Sy neben der Korrektur des Drehbuchs zusätzlich den Casting-Prozess mit und war auch bei der Vorbereitung zum Filmdreh in Ruanda beteiligt. Durch die gemachten Erfahrungen gelang es Sy eigenen Angaben zufolge „zu reifen“, ihre „Reflexion über das Kino zu verbessern“ und vor allem herauszufinden, welche Art Kino sie selbst als Regisseurin anstrebte.

### Inszenierung vonAstelundBanel & Adama
Im Jahr 2021 inszenierte Sy als Vorbereitung für ihr Spielfilmdebüt Banel & Adama (2023) mit Astel einen ersten eigenen Kurzfilm. Die Idee dazu war ihr im Frühjahr 2020, während des ersten Lockdowns in der COVID-19-Pandemie gekommen. Gedreht in Podor, im Norden Senegals, stellt das dialogarme Werk ein titelgebendes 13-jähriges Fulbe-Mädchen in den Mittelpunkt, das ihrer Familie täglich dabei hilft, die Kuhherde zu hüten. An der Schwelle zur Pubertät, droht sie durch die Begegnung mit einem anderen Hirten in der Wüste ihre enge Bindung zu ihrem Vater zu verlieren. Die 24-minütige Produktion wurde auf dem Filmfestival von Toronto uraufgeführt und dort auch preisgekrönt. Weitere Auszeichnungen folgten ein Jahr später auf den Kurzfilmfestivals von Clermont-Ferrand und Odense. Daraufhin inszenierte Sy ebenfalls im Norden Senegals mit ihrem ersten Spielfilm Banel & Adama erneut eine weibliche Emanzipationsgeschichte. Das Drehbuch dazu stellte ihre Abschlussarbeit an der La fémis dar. Ein Versuch, das Skript vorab als Kurzfilm zu realisieren, hatte sie zu Gunsten von Astel verworfen. Für Banel & Adama wurde die 36-jährige Sy als einzige Debütregisseurin in den Wettbewerb um die Goldene Palme des 76. Filmfestivals von Cannes eingeladen und für die Caméra d’Or nominiert.
Die als Feministin beschriebene Sy zählt die Schriftstellerinnen Maya Angelou, Toni Morrison und Chimamanda Ngozi Adichie zu ihren Vorbildern.

## Filmografie

### Regie
- 2021: Astel (Kurzfilm)[3]
- 2023: Banel & Adama[4]

### Drehbücher
- 2018: Sibel
- 2019: Our Lady of the Nile (Notre-Dame du Nil)
- 2021: Astel (Kurzfilm)
- 2023: Banel & Adama

## Auszeichnungen
- 2021: „IMDbPro Short Cuts Share Her Journey Award“ des Filmfestivals von Toronto – Astel
- 2022: Spezialpreis der Jury und Prix SACD des Kurzfilmfestivals von Clermont-Ferrand – Astel
- 2022: Hauptpreis des Kurzfilmfestivals von Odense – Astel (Bester Kurzfilm)